# Ян Лавеззарі
Ян Лавеззарі (фр. Jan Lavezzari; 3 січня 1876, Париж, Франція — 11 травня 1947) — французький художник.

## Біографія

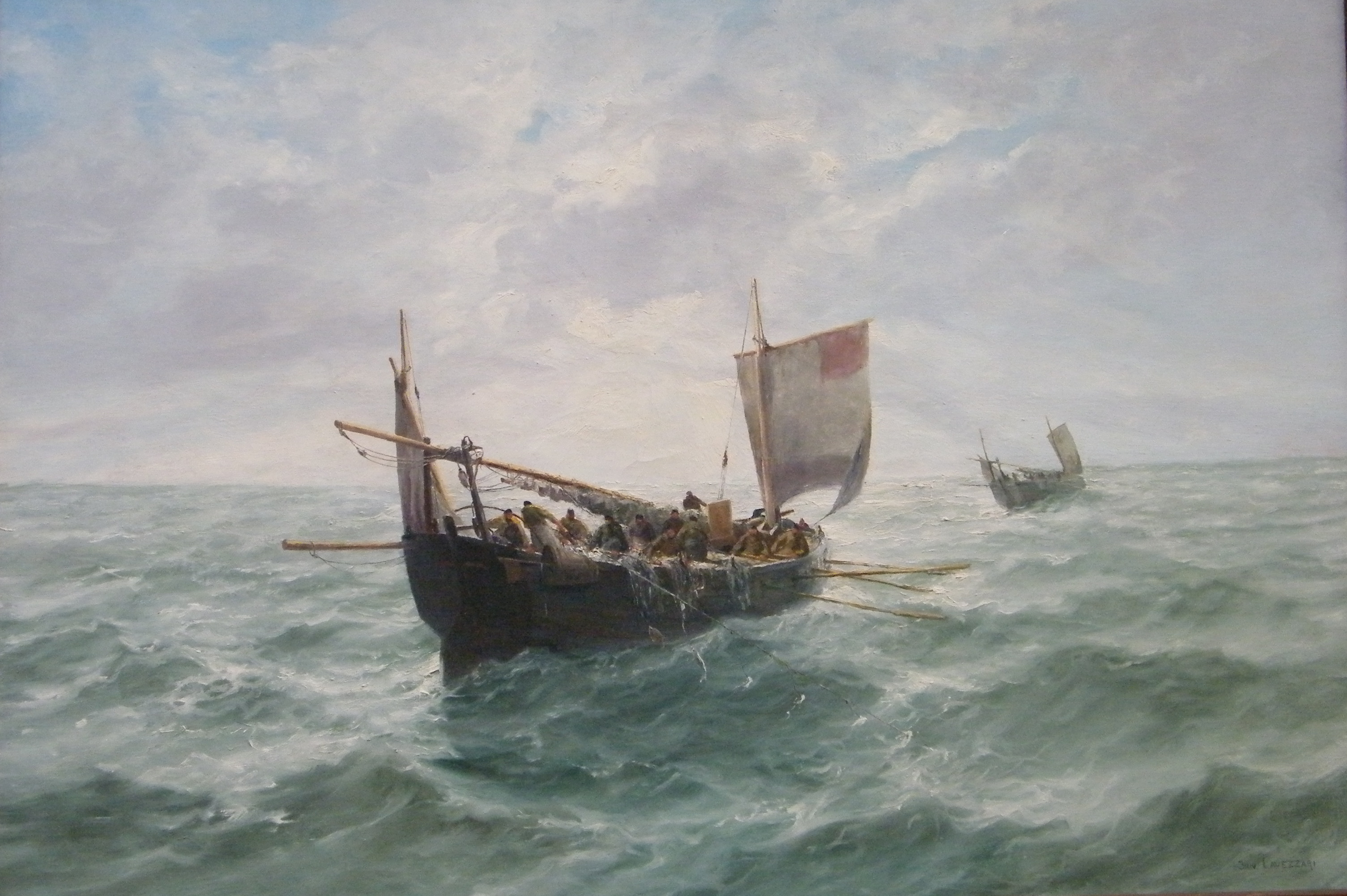

Народився в родині відомого архітектора Еміля Лавеззарі. В молоді роки вивчав техніку. В 1900 переїхав у Берк-сюр-Мер (північна Франція), де вирішив стати професійним художником. Є автором кількох полотен, які визнаються цінними. Писав фрески в кількох місцевих громадських будівлях, таких як Le Casino de la Forêt у Туке-Париж-Плаже, місцевій лікарні L'Hôpital Maritime, побудованій його батьком і ратушею.
Ян Лавеззарі захоплювався подорожами і пригодами, часто з рибалками виходив у море. Спостерігаючи роботу вітрил 15 лютого 1904 року випробував подвійний вітрильний планер — прообраз дельтаплана.